# Iridosornis
Az Iridosornis a madarak osztályának verébalakúak (Passeriformes) rendjébe és a tangarafélék (Thraupidae) családjába tartozó nem.

## Rendszerezésük
A nemet René Primevère Lesson francia ornitológus írta le 1844-ben, az alábbi 5 faj tartozik ide:
- Iridosornis porphyrocephalus
- Iridosornis analis
- Iridosornis jelskii
- Iridosornis rufivertex
- Iridosornis reinhardti

## Előfordulásuk
Dél-Amerikában, az Andok hegységben honosak. Természetes élőhelyeik a szubtrópusi és trópusi hegyi esőerdők. Állandó, nem vonuló fajok.

## Megjelenésük
Testhosszuk 14-15 centiméter körüli.

## Életmódjuk
Főleg bogyókkal és apró gyümölcsökkel táplálkoznak, de rovarokat is fogyasztanak.